# Ogni uomo è una tigre
Ogni uomo è una tigre è il secondo saggio di Tom Clancy sul tema dell'organizzazione  militare statunitense.
È in parte la biografia del generale dell'USAF Chuck Horner, comandante in capo di tutte le forze aeree (CENTAF) nel corso della operazione Desert Shield e della operazione Desert Storm in Iraq nel 1990 e 1991, ma buona parte del libro è dedicata all'analisi delle tecniche di decisione, preparazione ed esecuzione della guerra aerea durante la guerra del Golfo.
Il libro è scritto principalmente da Tom Clancy con sezioni che riportano integralmente testo scritto dal generale Horner.

## Edizioni
Tom Clancy, Ogni uomo è una tigre, con il generale Chuck Horner; edizione italiana a cura di Maurizio Pagliano; traduzione di Paolo Valpolini, Milano, Rizzoli, 2000, ISBN 8817863793.